# Languedoc-Roussillon
Languedoc-Roussillon (oks. Lengadòc-Rosselhon; kat. Llenguadoc-Rosselló) je bivša (1982. – 2015.) francuska regija. Bila je podijeljena na pet departmana,
koji su dijelovi starih francuskih provincija Languedoc i Roussillon.

## Povijest
Ovo su područje Rimljani pokorili u prvom stoljeću prije Krista. U petom stoljeću to su područje zauzeli najprije Vandali, a poslije Vizigoti. Vizigoti su vladali tim područjem kao i dijelovima Španjolske do napada Maura 719. Regija Languedoc promijenila je više vladara u narednih 500 godina, da bi konačno bila priključena kraljevini Francuskoj 1271. Pirenejskim ugovorom Roussillon je priključen Francuskoj 1659. U srednjem je vijeku ovo područje bilo veliko bojište vjerskih ratova.

## Administracija
Od lokalnih izbora 2004. godine na vlasti je Socijalistička partija na čelu s Georgesom Frêcheom s 43 zastupnička mjesta u regionalnom vijeću. UMP ima 16 zastupničkih mjesta, a ekstremno desni FN 8 mjesta.

## Politika
Politika u regiji Languedoc-Roussillon dugi je niz godina obilježena suparništvom između dvije osobe: Jacquesa Blanca (koji je predsjedao regionalnim vijećem osamnaest godina) i Georgesa Frêchea, njegova protivnika iz Socijalističke partije, koji ga je naslijedio u ožujku 2004.
Regija je doživjela velike promjene od stupanja Georgesa Frêchea na vlast. Zastava i grb koji su simbolizirali stare provincije su promijenjeni. Nova je vlast pokrenula i kampanju mijenjanja imena regije iz Languedoc-Roussillon u Septimanie, kako bi se uklonilo dugogodišnje suparništvo između Languedoca i Roussillona i jače ujedinila regija. Ime Septimanie ili na hrv. Septemanija korišteno je za ovo područje još za vrijeme Rimskog Carstva. Teško je ustanoviti hoće li do ove promjene doći, jer ovo ime nije korišteno još od 9. stoljeća. 
U roussillonskom dijelu regije vrlo je izražen katalonski nacionalizam, čije pristaše se bore za osamostaljivanje departmana Pyrénées-Orientales u samostalnu regiju Francuske. Nova bi se regija najvjerojatnije zvala Sjeverna Katalonija (katalonski: Catalunya Nord), ali izgledi za ovo su vrlo mali.
Veći su izgledi za spajanje regija Languedoc-Roussillon i Pireneja-Jug u jednu veliku regiju, čime bi se pokušao smanjiti broj regija u Francuskoj. Ovakvo spajanje bi vjerojatno podržala desničarska oporba u Béziersu, Narbonneu i posebno u Nîmesu, gdje postoji snažna oporba vodstvu u Montpellieru.

## Zemljopis
Regija na jugu graniči sa Španjolskom i Sredozemnim morem (Lionski zaljev) i sa sljedećim francuskim regijama: Provansa-Alpe-Azurna obala, Rona-Alpe, Auvergne, Pireneji-Jug. Regija je geografski veoma raznolika, karakteriziraju je Pireneji, Cévennes, Rona i brojne druge planine i doline.

## Gospodarstvo
Gospodarstvo u ovoj regiji ovisi o jednom najvažnijem faktoru, suncu, koje utječe na dvije najvažnije gospodarske grane u ovoj regiji: turizam i poljoprivredu.

## Stanovništvo
Po prirodnom priraštaju ovo je vrlo jaka regija u Francuskoj. Procjenjuje se da će 2030. godine ova regija imati 3 100 000 stanovnika, što je porast od 34 % naspram 2000. godine. Ovom broju uvelike pridonose unutarnje migracije u Francuskoj. Glavni razlog doseljavanja stanovništva u ovu regiju je nezaposlenost.

## Vanjske poveznice
- Službena stranica regionalnog vijeća regije Languedoc-Roussillon  Arhivirana inačica izvorne stranice od 15. rujna 2008. (Wayback Machine)
- Službena turistička stranica regije Languedoc-Roussillon   Arhivirana inačica izvorne stranice od 9. kolovoza 2006. (Wayback Machine)
- Prefektura Languedoc-Roussillon
- Fotografije pejzaža Lozère–Gévaudan  Arhivirana inačica izvorne stranice od 26. prosinca 2005. (Wayback Machine)
- Okoliš u Languedoc-Roussillonu  Arhivirana inačica izvorne stranice od 22. prosinca 2005. (Wayback Machine)

|  | Portal Francuske – Pristup člancima s tematikom o Francuskoj. |